# Britannic
Vous lisez un « article de qualité » labellisé en 2011.
Pour les articles homonymes, voir Britannic (homonymie) et Gigantic.
Le HMHS Britannic est un paquebot britannique construit par les chantiers navals Harland & Wolff de Belfast pour la White Star Line. Troisième navire de classe Olympic, sister-ship de l’Olympic et du Titanic, il fut construit peu après eux, et devait à l'origine être nommé Gigantic. Mis en construction peu après ces derniers, il est lancé le 26 février 1914. Il est alors conçu pour être le plus sûr et le plus luxueux des trois navires, en tirant notamment des leçons du naufrage du Titanic. Il ne connaîtra cependant jamais de carrière commerciale. Réquisitionné par la Royal Navy pendant la Première Guerre mondiale en tant que navire-hôpital, il navigue en 1915 et 1916 entre le Royaume-Uni et les Dardanelles, où les Alliés subissent un sanglant revers.
Lors de sa sixième traversée, il coule en mer Égée le 21 novembre 1916 en un peu moins d'une heure, après avoir heurté une mine posée par l’Unterseeboot 73. Pensant à une attaque ennemie, la presse britannique profite de l'événement pour attaquer la « barbarie allemande ». Après la guerre, le Britannic est remplacé au sein de la flotte de la White Star Line par le Majestic reçu en dommage de guerre. L'épave est localisée et explorée par Jacques-Yves Cousteau en 1975. Il s'agit de la plus grande épave de paquebot au monde. Bien que ce naufrage ait eu un impact moindre que celui du Titanic, il a tout de même donné lieu à la réalisation d'un téléfilm, Britannic, en 2000.
Le Britannic est le deuxième des trois navires de la White Star Line qui porte ce nom. Le premier commence sa carrière en 1874 et le troisième, entré en service en 1930, est le dernier navire à avoir arboré le pavillon de la compagnie.

## Histoire

### Des débuts plusieurs fois retardés

#### Conception
C'est en 1907 que Joseph Bruce Ismay, directeur général de la White Star Line, et Lord William James Pirrie, directeur des chantiers navals Harland & Wolff de Belfast décident de la construction d'un trio de paquebots aux proportions inégalées destinés à concurrencer les « lévriers des mers » de la Cunard Line (le Lusitania et le Mauretania) non pas sur le plan de la vitesse, mais sur celui du luxe et de la sécurité. Les noms des trois navires sont décidés ultérieurement et montrent bien les intentions des concepteurs quant à leur taille : Olympic, Titanic et Gigantic. Les deux premiers sont construits dans un premier temps avant de laisser place au troisième. Les plans des trois navires sont réalisés par les architectes navals Thomas Andrews et Alexander Carlisle, et la construction des deux premiers commence en 1908 et 1909. Leur taille est telle qu'il a fallu construire un portique spécial, le plus grand échafaudage du monde, pour les abriter. Seuls deux navires peuvent y être construits côte à côte. Les trois paquebots doivent à l'origine avoir une longueur de 270 mètres environ pour un tonnage de 48 000 tonneaux de jauge brute environ. Ils doivent pouvoir transporter leurs passagers à une vitesse de 22 nœuds en moyenne, ce qui est en dessous des records des « lévriers des mers », mais permet tout de même de faire des traversées de moins d'une semaine.

#### Construction

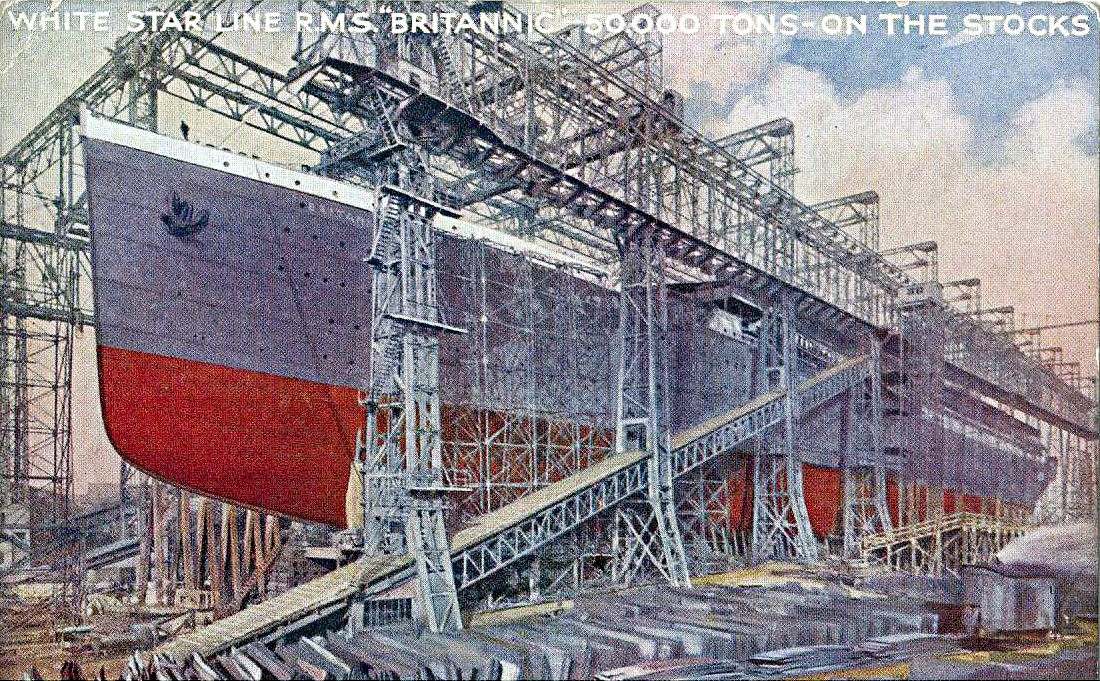
Le Britannic se tient dans son portique en attente de son lancement.

L’Olympic effectue son voyage inaugural le 14 juin 1911 et la quille du Gigantic est posée, peu après, dans les chantiers Harland & Wolff. La construction du troisième géant commence donc le 30 novembre 1911 sur la cale précédemment occupée par l’Olympic, et la mise en service du paquebot est prévue pour le début de 1914. La construction débute à une bonne allure, mais elle est rapidement assombrie par le naufrage du Titanic le 15 avril 1912, ce qui incite les concepteurs à attendre les recommandations de l'enquête pour s'adapter à celles-ci.
Ces enquêtes entraînent de nombreuses modifications, et la première concerne le nom même du navire. Jugé trop orgueilleux, surtout à la suite du naufrage de son sister-ship, le nom de Gigantic est changé en Britannic, déjà porté par un navire de la compagnie lancé en 1874,. Par la suite, la White Star Line nie avoir envisagé de nommer le navire Gigantic, et si certains le nient encore, il est généralement reconnu que ce nom a été envisagé, des affiches et articles de journaux appuyant ce fait,. Cependant, des documents retrouvés en 2007 laissent supposer que le nom de Britannic a été envisagé en 1911, donc avant le naufrage du Titanic.
Le navire n'ayant pas encore été lancé, d'autres modifications sont effectuées, concernant en grande partie sa sécurité. Une double coque est ajoutée, les compartiments étanches centraux sont rehaussés (ce défaut avait en grande partie accéléré le naufrage du Titanic) et des canots de sauvetage sont ajoutés. Les nouveaux compartiments étanches permettent au navire de rester à flot avec six compartiments inondés, quels qu'ils soient. De plus, de grands bossoirs sont ajoutés pour permettre de descendre les canots plus rapidement, même en cas de gîte. Afin de contrer la mauvaise publicité à la suite du naufrage du Titanic, la White Star Line publie également une brochure décrivant en détail les améliorations faites au navire sur le plan de la sécurité.
Le lancement du Britannic a lieu le 26 février 1914 sous les yeux de centaines de spectateurs. Ce jour est même chômé à Belfast. Plusieurs discours sont donnés devant la presse, et un dîner est organisé par la compagnie en l'honneur du paquebot. Il faut désormais remplir la coque du navire, y installer les machines et les différentes pièces, ainsi que ses cheminées. Il est alors prévu que le paquebot soit terminé à la fin du mois de septembre 1914, mais en juillet il est finalement annoncé que sa mise en service est repoussée au printemps. En effet, les chantiers connaissent des problèmes financiers, et travaillent sur de nombreux navires. Le Britannic entre en cale sèche en septembre suivant, et ses hélices sont installées.
Cependant, l'idée d'une mise en service au printemps est bouleversée par la déclaration de guerre du Royaume-Uni à l'Allemagne. La construction du navire cesse un temps, puis, encore inachevé, il est réquisitionné par l'Amirauté britannique le 13 novembre 1915 pour transporter des soldats blessés sous le nom d'HMHS Britannic.

#### Transformation en navire-hôpital

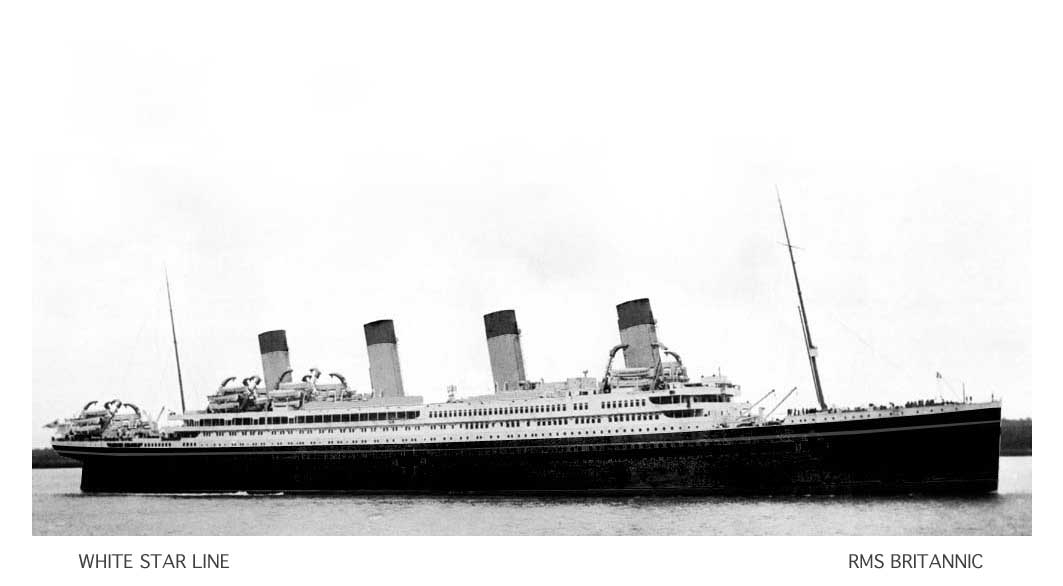
Le Britannic tel qu'il aurait dû être en service transatlantique (photo retouchée).

Transformé en navire-hôpital, le Britannic subit quelques modifications, notamment visuelles. Alors que sa construction est sur le point de s'achever, sa coque est repeinte en blanc et se voit ajouter une ligne verte ainsi que trois croix rouges sur chaque flanc, éclairées par des ampoules. À l'intérieur, 3 309 lits et plusieurs salles d'opération sont installées. Les espaces communs des ponts supérieurs sont transformés en salles pour les blessés, les cabines du pont B servent à loger les médecins, et la salle à manger de première classe ainsi que la salle de réception des premières classes, sur le pont D, sont transformées en salles d'opération. Les ponts inférieurs accueillent les blessés légers. Tous les équipements médicaux sont installés lorsque le Britannic se trouve à Liverpool où il est arrivé le 12 décembre 1915.
Cette transformation impromptue entraîne également un problème au niveau des embarcations de sauvetage : seuls cinq des huit bossoirs géants ont eu le temps d'être installés. L'équipement du navire est donc complété par des bossoirs de type Welin (ceux qui équipent l’Olympic et le Titanic), capables de descendre deux canots : un standard et un pliant. Ces bossoirs sont placés sur la partie centrale du pont des embarcations, et deux d'entre eux sont ajoutés sur le pont de poupe, offrant ainsi un total de 58 canots de sauvetage à bord, dont 30 sur les bossoirs-grue.

### LeBritannicen guerre

#### Premier service

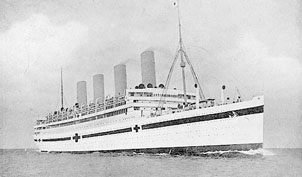
L’Aquitania a servi de navire-hôpital aux côtés du Britannic.

Lorsqu'il est déclaré bon pour le service, le 12 décembre 1915, on lui attribue une équipe médicale constituée de 101 infirmières, 336 sous-officiers et 52 officiers, ainsi qu'un équipage de 675 personnes. Deux jours avant son départ, le Britannic se trouve à Liverpool où il est rejoint un temps par son jumeau l’Olympic. L'équipage monte à bord. Son commandant est Charles Bartlett, capitaine respecté de la White Star Line. Le chef mécanicien est Robert Flemming, et le chef chirurgien est John C.H. Beaumont. Tous deux sont habitués aux navires de classe Olympic puisqu'ils ont servi à bord de l’Olympic et sont très satisfaits de leur nouvelle affectation. Beaumont déclare même que le Britannic est « le plus merveilleux des navires-hôpitaux qui ont jamais navigué ». Le 23 décembre 1915, le navire quitte Liverpool pour rallier le port de Moudros sur l'île de Lemnos en mer Égée afin de ramener des soldats malades ou blessés.
Il rejoint plusieurs autres paquebots sur la même ligne tels que le Mauretania, l’Aquitania et même son sister-ship l’Olympic (qui contrairement aux trois autres, ne sert pas en tant que navire-hôpital mais en tant que transport de troupes). Les quatre bâtiments sont rejoints un peu plus tard par le Statendam. L'équipe formée est ainsi en mesure de transporter près de 33 000 hommes de troupe et 17 000 blessés et malades.
Le Britannic fait tout d'abord une escale à Naples pour refaire ses stocks de charbon pour prendre ensuite le cap de Moudros et du front des Dardanelles, revenant en Angleterre le 9 janvier 1916 avec 3 000 soldats qui sont répartis dans les hôpitaux londoniens. Ce voyage est marqué par deux décès dus à la tuberculose et la disparition d'un homme tombé à la mer. Son deuxième voyage est de plus courte durée car il fait seulement un aller-retour vers Naples. Il passe les quatre semaines suivant son retour au large de l'île de Wight en tant qu'hôpital flottant.
Le troisième voyage a lieu du 20 mars au 4 avril. Le dernier jour, un homme meurt de diabète à bord. Après cette traversée, les services du Britannic et de ses compagnons ne sont plus jugés utiles, les Dardanelles ayant été évacuées en janvier. À la fin de son service militaire, le 6 juin 1916, il retourne à Belfast pour y subir les modifications nécessaires à son service transatlantique originel. La White Star est dédommagée par le gouvernement de 75 000 livres pour financer les travaux. Ceux-ci se déroulent plusieurs mois durant avant d'être interrompus, à un stade d'avancement inconnu.

#### Rappel sous les drapeaux

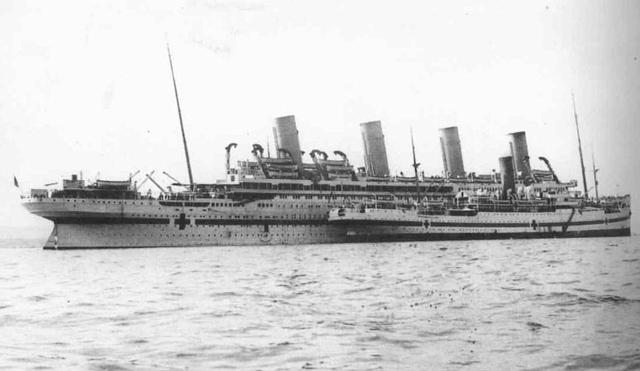
Le Britannic et le Galeka, autre paquebot au sort similaire, coulé un mois avant lui dans des circonstances identiques.

Cependant, l'Amirauté britannique le rappelle à son service deux mois plus tard, le 28 août 1916 et le navire reprend le large pour un quatrième voyage le 24 septembre. L'équipe médicale est alors composée de secouristes volontaires. En chemin à l'approche de Naples le 29 septembre, le Britannic traverse une violente tempête dont il se sort indemne. Il repart le 9 octobre pour Southampton et fait ensuite un cinquième voyage. Ce nouveau voyage est marqué par la mise à l'isolement officielle de l'équipage quand le bateau arrive à Moudros. En effet, l'équipage a été frappé par des intoxications alimentaires et le paquebot doit rester à quai pendant la durée de l'enquête.
Lors de son retour, un incident, diplomatique cette fois-ci, se produit. Le chanteur d'opéra Adelbert Messany, citoyen autrichien, est en effet embarqué à bord pour partir au Royaume-Uni, d'où il doit pouvoir rentrer dans son pays d'origine. Or, durant le voyage, il observe que des soldats britanniques en uniforme se trouvent à bord, et s'empresse de le rapporter à son gouvernement. Bien que l'Amirauté le démente fortement, l'Allemagne prend ce fait en compte lorsqu'elle dresse en janvier 1917 la liste des 22 points qui rendent caduc le statut des navires-hôpitaux.
La vie à bord du Britannic suit une routine bien huilée. À six heures, les patients sont réveillés et les locaux nettoyés. Le petit-déjeuner est servi à 6 h 30, puis le capitaine fait une tournée d'inspection du navire. Le déjeuner est servi à midi et demie, et le thé à 16 h 30. Les patients sont soignés entre les repas, et ceux qui le souhaitent peuvent se promener sur le pont, à condition de ne pas porter d'uniforme militaire, pour ne pas déclencher d'attaque ennemie. À 20 h 30, les patients regagnent leurs lits puis le capitaine fait une nouvelle tournée d'inspection. Pour les infirmières, les journées sont chargées même lorsque le navire ne transporte pas de blessés : se suivent des cours de sport et des conférences de médecine afin de les former.

#### Dernière traversée et accident

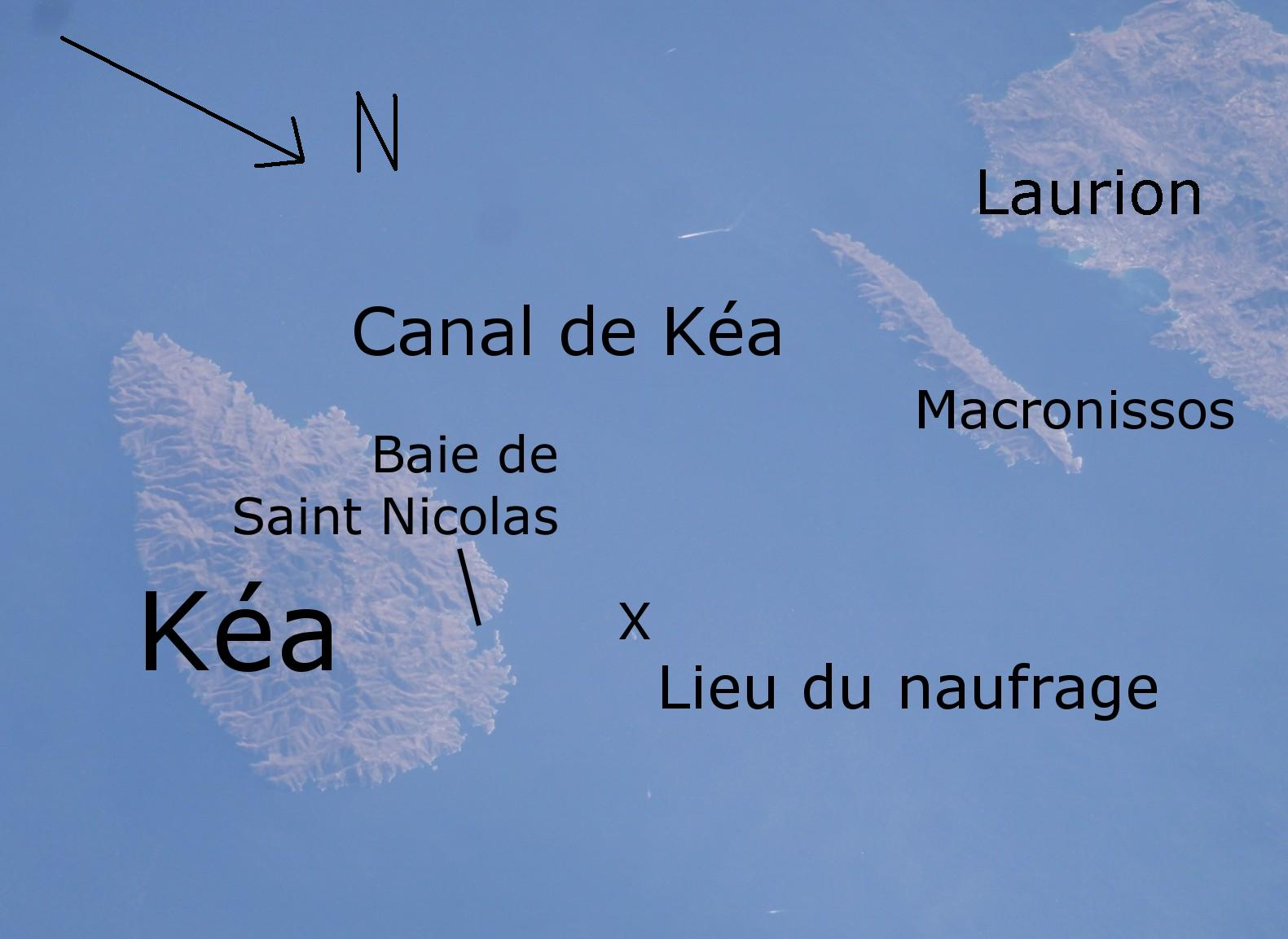
Canal de Kéa.

La sixième traversée, également à destination de Moudros, débute le 12 novembre 1916. Le Britannic est, comme durant les voyages précédents, commandé par Charles Alfred Bartlett, commandant réputé de la White Star Line,,. Se trouve également à bord Violet Jessop, hôtesse rescapée du Titanic qui a par la suite raconté son aventure dans ses mémoires : elle effectue sa première traversée comme infirmière à bord du navire-hôpital. Le voyage débute sans encombre et le navire fait une escale de 48 heures à Naples, son départ étant retardé d'une journée à cause d'une tempête. Il reprend ensuite sa route à travers la mer Égée.
Au matin du 21 novembre, aux alentours de 8 h 12, le Britannic est victime d'une explosion entre l'île de Kéa et l'îlot de Makronissos, ce qui provoque l'ouverture d'une brèche à l'avant dans le flanc tribord. Au moment du choc, le personnel hospitalier se trouve dans la salle à manger pour le petit-déjeuner. Violet Jessop note dans son récit que, contrairement à ce qui s'était passé lors du naufrage du Titanic, la prise de conscience de la situation a été presque immédiate. Pour le commandant Bartlett et son commandant en second Hume, qui se trouvent alors sur la passerelle, le danger est évident.
Ayant touché les compartiments 3 et 4, l'explosion provoque également des avaries qui touchent les deux compartiments avant. Le couloir reliant la chaufferie 6 aux dortoirs commence également à s'inonder, provoquant de fait l'envahissement de la chaufferie. En une ou deux minutes à peine, un volume estimé à 10 000 m3 d'eau s'infiltre dans le navire : les soutiers et chauffeurs doivent évacuer les chaufferies avant,. Pour que le navire reste à flot, il faudrait alors fermer les portes étanches situées au niveau de la chaufferie 6 mais celles-ci ne fonctionnent pas, ayant probablement été endommagées dans le choc. Cependant, les cloisons suivantes étant closes, le navire est théoriquement hors de danger. L'arrêt de mort du Britannic est signé par le fait que nombre de hublots des ponts inférieurs sont ouverts au moment du drame pour aérer le navire. De plus, le navire accuse une forte gîte sur tribord, ce qui favorise l'inondation de compartiments jusque-là épargnés, par le biais des hublots.
Aussitôt, un SOS est envoyé aux navires environnants. Le croiseur Scourge, alors occupé en mission de récupération d'un navire échoué après avoir heurté une mine, change sa route pour venir au secours du paquebot. C'est également le cas du HMS Heroic. Bartlett, sous-estimant les dégâts (il n'est pas au courant de l'inondation des chaufferies), décide d'échouer le navire sur l'île de Kéa, et met les machines en avant toute. Il parvient également à faire virer le navire. Cependant, en faisant bouger le Britannic, il accélère l'entrée de l'eau.

#### Une évacuation chaotique mais peu meurtrière
Dans le même temps, le personnel hospitalier se prépare à évacuer : Bartlett a donné l'ordre, en effet, de préparer les canots. Il n'a cependant pas autorisé leur mise à la mer. Chacun se précipite sur ses effets les plus précieux avant de quitter le navire. Violet Jessop prend ainsi sa brosse à dents, se souvenant que, lorsque le Titanic avait coulé, c'est ce qui lui avait le plus manqué après coup. Le révérend du navire récupère quant à lui sa Bible. Les quelques patients présents à bord sont rassemblés par le lieutenant Schakelton sur le pont des embarcations. De même, toutes les infirmières sont regroupées par le capitaine Renton sur la partie surélevée de ce même pont. Enfin, le major Priestley rassemble son détachement du Royal Army Medical Corps à l'arrière du pont A et inspecte les cabines pour vérifier que personne n'a été oublié. 
Tandis que Bartlett poursuit sa manœuvre désespérée, le navire gîte de plus en plus. L'équipage commence à craindre que celle-ci ne devienne trop importante, et décide de mettre les premiers canots à la mer sans attendre les ordres. Mis au courant de l'ampleur de la situation dans les chaufferies, Bartlett envisage de stopper les machines le temps de mettre à l'eau les canots, puis de tenter à nouveau d'échouer le navire. Cependant, avant même qu'il n'ait pu agir, deux canots sont mis à la mer sur le flanc bâbord. Les hélices, qui affleurent à la surface de l'eau, créent un effet de succion qui aspire les embarcations et leurs passagers, dont beaucoup sont broyés. Parmi eux se trouve Violet Jessop, qui réussit à sauter à temps et à s'échapper (au prix d'un violent coup sur la tête en heurtant la quille d'un canot venu à son secours). Par coïncidence, deux autres rescapés du naufrage du Titanic, Archie Jewell et George Perman, en réchappent également. Bartlett, ignorant le drame, arrête finalement les hélices, sauvant par pur hasard un autre canot qui courait à sa perte. Sur les 1 125 personnes présentes à bord, 30 périssent et 45 sont blessées,.
L'évacuation se poursuit dans un ordre plus ou moins apparent. À bâbord, un officier parvient à maintenir une certaine discipline et à empêcher une foule de monter dans des canots qu'il serait trop dangereux de descendre, mais un groupe de soutiers indisciplinés prend l'initiative de partir dans un des canots du pont de poupe. D'autres comme le révérend Flemming guident de petits groupes pour les répartir dans les canots. Rapidement, le paquebot est déserté. Bartlett reste cependant à bord, décidé à sauver le navire coûte que coûte : il remet les machines en avant toute dans l'espoir d'atteindre Kéa, avant de renoncer en voyant la proue en grande partie submergée. Le dernier canot quitte le paquebot à 9 heures. Bartlett est le dernier à quitter le navire, sautant du pont pour rejoindre un canot à la nage. Alors que la poupe émerge hors de l'eau, la proue touche le fond de la mer, profonde d'un peu plus d'une centaine de mètres. Un effet de levier fait alors chavirer le bateau du côté tribord et la poupe disparaît sous la surface de l'eau aux alentours de 9 h 7.

#### Récupération des rescapés

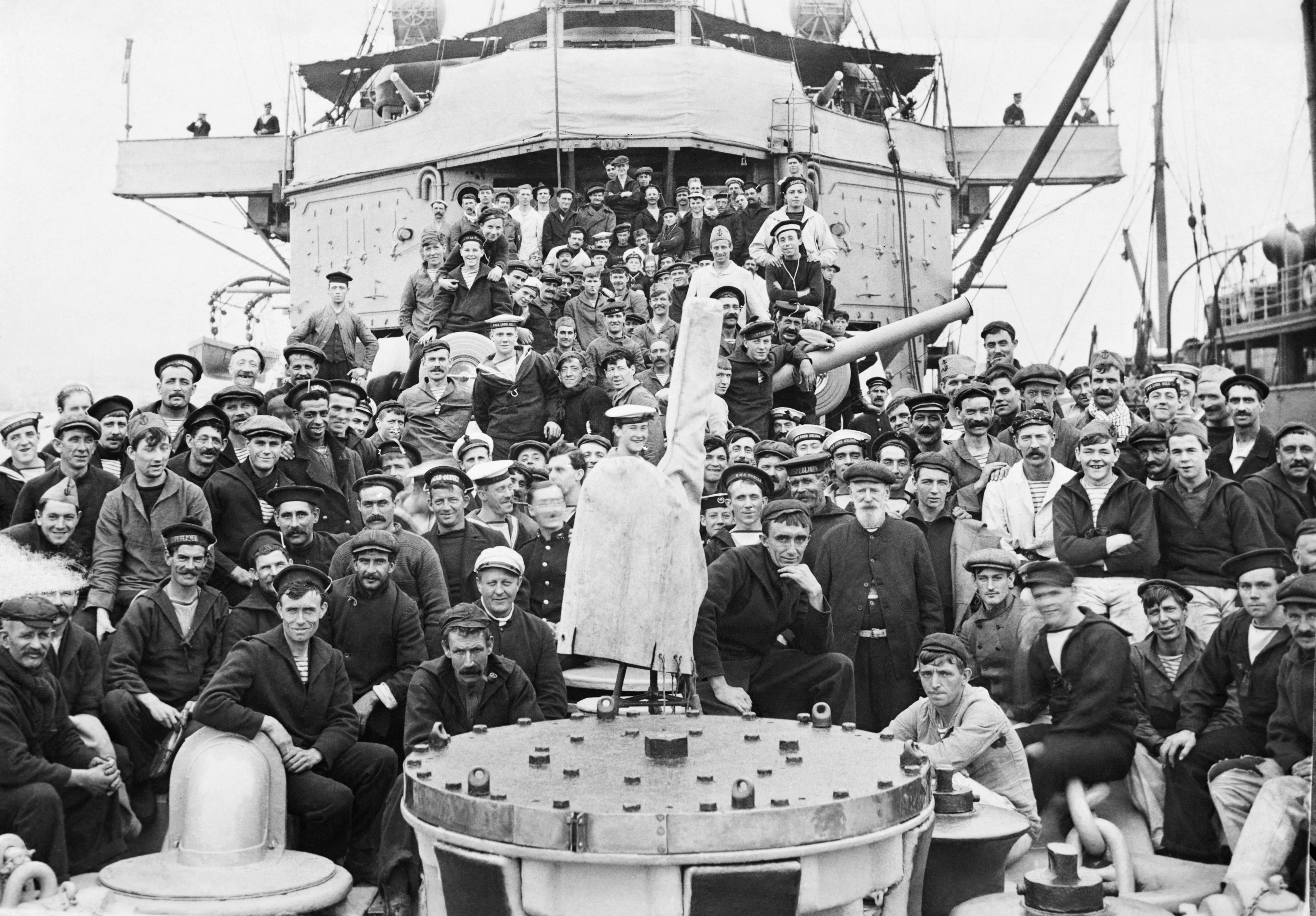
Des rescapés posent à bord du HMS Scourge.

Vers 8 h 15, le destroyer britannique Scourge reçoit le SOS du Britannic. Il fait alors route vers le lieu du drame avec deux remorqueurs français. À 8 h 27, le croiseur auxiliaire Heroic fait de même. Cependant, les premiers à secourir les naufragés sont des pêcheurs grecs venus de Kéa. Lorsque le paquebot disparaît sous les flots, trente-cinq canots sont dispersés dans la zone, plus ou moins remplis. Quelques nageurs font également leur possible pour rejoindre les embarcations. Par chance, les naufragés n'ont pas, comme leurs alter ego du Titanic, à supporter le froid mortel, et aucune victime n'est à déplorer dans ces circonstances. Par ailleurs, le Britannic était équipé de deux canots à moteur qui peuvent ainsi récupérer les nageurs.

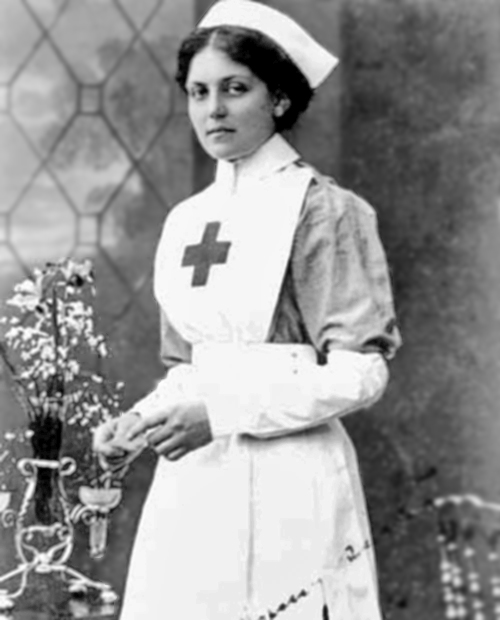
Violet Constance Jessop rescapée du naufrage du Britannic, avait déjà servi sur le Titanic deux ans auparavant.

À 10 h, le Scourge aperçoit des canots et commence à les récupérer, prenant à son bord 339 naufragés. Peu avant, l’Heroic avait fait de même avec 494 naufragés. Les deux navires ne pouvant accueillir plus de personnes, le Foxhound, un autre destroyer, prend la relève à 11 h 45. Au total, 1 036 naufragés sont secourus. Les rescapés les plus sévèrement blessés ont été au préalable transférés dans les deux canots à moteur du Britannic et sont ainsi transportés jusqu'à la baie de Saint-Nicolas, au nord-ouest de Kéa. Une partie des rescapés est également transférée sur le navire de guerre Duncan, où l'équipage se montre particulièrement prévenant envers les infirmières : les femmes sont habituellement interdites à bord. Des cérémonies se tiennent en l'honneur des trente victimes à déplorer. Par la suite, les survivants sont renvoyés chez eux par différents moyens, mais peu arrivent au Royaume-Uni avant Noël.
Deux des survivants ont pour point commun un destin étonnant, puisqu'ils ont servi sur les trois navires de la classe Olympic lors de leurs trois accidents. Il s'agit de Violet Jessop et d'Arthur John Priest (en), un chauffeur. Tous deux ont en effet servi sur l’Olympic quand celui-ci a percuté le Hawke en 1911 (seul accident qui ne se soit pas soldé par un naufrage), et sur le Titanic lors de son unique voyage. Priest, quant à lui, sert encore durant la guerre sur l’Alcantara et le Donegal (en), qui sombrent également. Il ne retrouve plus de travail par la suite dans la marine.

### Annonce du naufrage et interrogations

#### Journaux et propagande
La perte d'un navire majeur dans de telles circonstances n'est pas ignorée. L'Amirauté britannique se montre très discrète sur le sujet et envoie rapidement une équipe sur place pour récupérer canots, gilets de sauvetage, couvertures et même paquets de cigarettes liés au naufrage. Les autorités grecques entourent également l'affaire d'un certain secret pendant plus de cinquante ans. La presse commence pour sa part à annoncer la nouvelle au bout de deux jours, non sans le flot d'erreurs et de propagande qui l'accompagne, dans ce contexte de Première Guerre mondiale.
Ainsi, les journaux rapportent une atrocité commise par l'Allemagne, dont les sous-marins n'auraient pas hésité à torpiller un navire-hôpital transportant des milliers de blessés. Les causes du naufrage restent pourtant alors toujours incertaines, et les journaux doivent rapidement reculer sur le nombre de blessés transportés par le Britannic, mais la propagande ne s'arrête pas là. Le naufrage reste la conséquence d'un forfait des Allemands, aggravé par le fait que le navire arborait très clairement son habit de navire-hôpital. La dénonciation de la supposée barbarie allemande est renforcée par des parallèles faits avec l'attaque de l’Asturias, autre navire-hôpital, par un sous-marin allemand au début de 1915. Par ailleurs, deux jours après le Britannic, le Braemar Castle, servant dans les mêmes circonstances, coule de la même façon et au même endroit. Pour les Britanniques, il s'agit d'une véritable guerre déclarée aux navires-hôpitaux, comme le titre le Times.
Un article étonnant paraît également dans un journal local allemand, qui semble presque être un aveu. Le journaliste y déclare en effet : « Le Britannic transportait des troupes fraîches pour nos ennemis. Si cela n'avait pas été le cas, nos sous-marins ne l'auraient bien entendu jamais torpillé. » Il s'agit cependant du seul document mentionnant clairement un torpillage, et les journaux de l'époque sont généralement tout sauf des sources fiables.

#### Recherche des causes du naufrage
Dès l'annonce du naufrage, une question se pose : pourquoi le Britannic a-t-il coulé ? Étant particulièrement occupée, l'Amirauté britannique donne deux jours aux capitaines George Staer et Huge Heard, présents sur place, pour recueillir des témoignages et faire un rapport. Celui-ci prend la forme d'une lettre envoyée le 24 novembre, ce qui est peu de chose comparés aux nombreuses pages des rapports des commissions sur le naufrage du Titanic. La première question posée concerne la cause du naufrage : le navire a-t-il sombré à cause d'une mine ou d'une torpille ? Des témoignages et indices vont dans les deux sens. Certains ont cru voir la traînée d'une torpille, mais pas la colonne d'eau qui accompagne généralement de tels chocs. D'autres rapports établissent que des mines avaient récemment été posées. La conclusion de Staer et Heard reste vague : « les effets de l'explosion peuvent être dus soit à une mine soit à une torpille. Il semble plus probable que ce soit une mine ».
Le problème n'est cependant pas là, puisque le navire était conçu pour résister à ce genre de choc. Deux facteurs expliquent alors le naufrage. Le premier est que les portes étanches n'étaient pas fermées : en effet, à 8 heures, les chauffeurs sont relevés, et celles-ci sont ouvertes quelque temps pour leur permettre d'accéder à leurs quartiers, le choc a lieu dans l'intervalle. Le deuxième facteur, qui a été fatal au navire, concerne les hublots ouverts aux ponts E et F : en gîtant sur tribord, le navire a commencé à se remplir non seulement par la brèche mais aussi par les hublots, puis l'eau a pu, depuis ces ponts, redescendre dans les ponts inférieurs, continuant à alourdir le navire et donc à offrir de plus en plus d'orifices permettant le remplissage dans une réaction en chaîne.
La thèse du projectile explosif seul est remise en question lorsque Jacques-Yves Cousteau découvre l'épave dans les années 1970. En effet, au vu de ce qu'il constate, il en déduit qu'une explosion, venue de l'intérieur, a dû condamner le navire à la suite de la collision, explosion qu'il attribue à un coup de grisou. Le Titanic avait connu pareil incident du 2 au 13 avril 1912 quand un incendie s'était déclaré dans la soute à charbon no 6. Cependant, cette hypothèse est totalement démontée lorsqu'en 1999, il est avéré que les soutes à charbon sont intactes. Les possibilités d'une explosion causée par le matériel médical, ou par des armes transportées secrètement, ont également été évoquées, sans qu'aucun élément concret ne les appuie. Par ailleurs, le navire étant couché sur son flanc tribord, l'étendue des dégâts est difficile à évaluer. Finalement, la découverte ultérieure de plusieurs ancres de mines dans le voisinage de l'épave laisse peu de place au doute.

## Caractéristiques
En tant que troisième et dernier paquebot de la classe Olympic, le Britannic devait dès le moment de sa mise en cale bénéficier d'améliorations jugées nécessaires lors du service de ses grands frères, tout comme le Titanic avait à sa mise en service reçu quelques modifications apparues comme utiles à la suite des premiers voyages de l’Olympic. Ainsi, s'ils sont globalement identiques, les constructeurs sont dès le départ conscients que de multiples différences verront le jour entre les trois paquebots. Le naufrage du Titanic et les mesures de sécurité qui en découlent sont à l'origine des plus importantes modifications, mais l'évolution de la clientèle et de la concurrence a également un impact sur les aspects commerciaux du navire. Comme pour ses jumeaux le coût initial du Britannic était estimé à 1,5 million de livres sterling. Avec les transformations intervenues durant la construction, ainsi que sa refonte en navire hôpital, le coût final du navire est de 1 947 797 livres.

### Aspects techniques

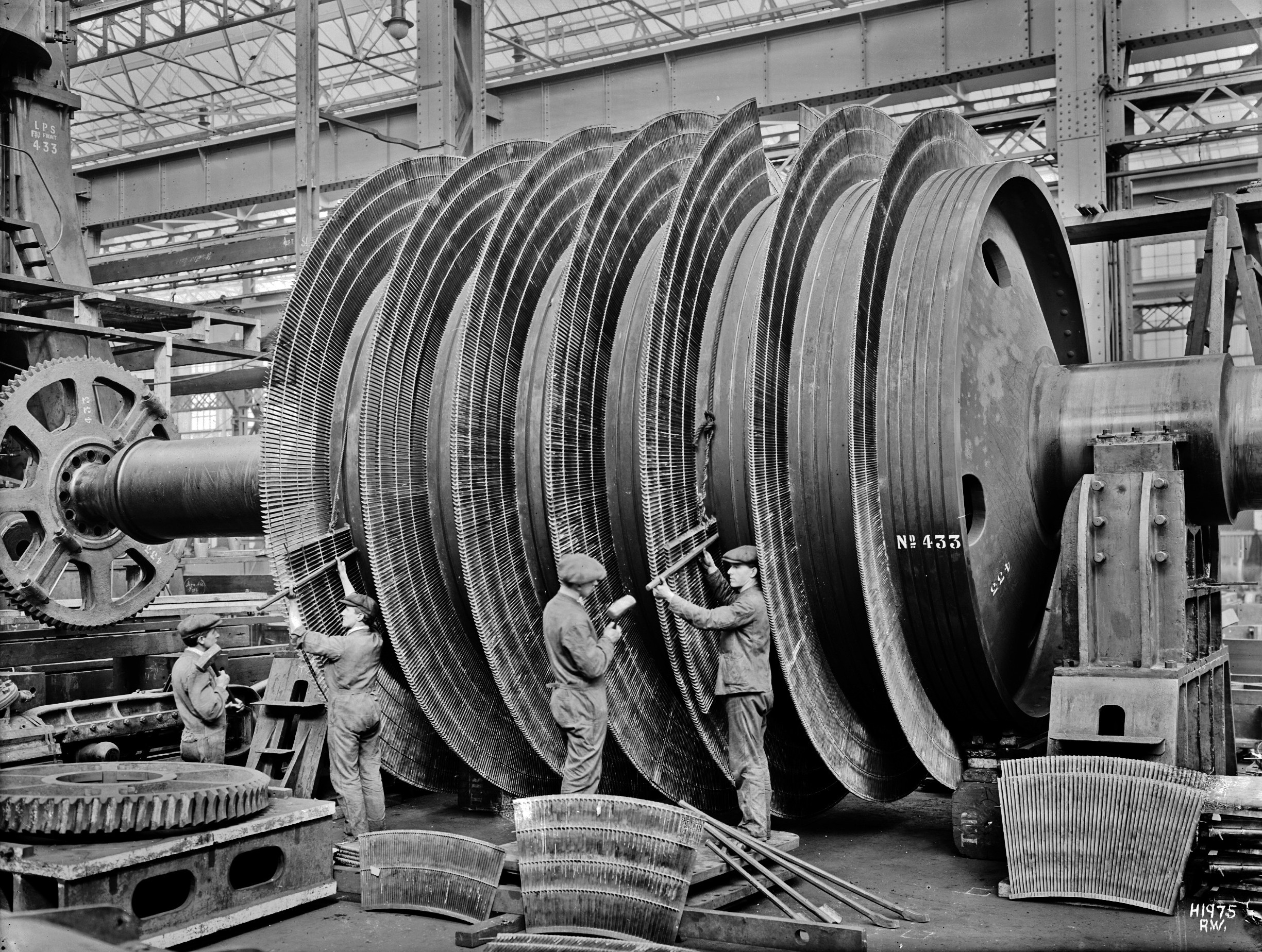
Des ouvriers assemblent la turbine du Britannic, alors l'une des plus puissantes au monde.

Les dimensions du Britannic restent assez similaires à ses jumeaux : il mesure 28,5 m de largeur et  269 m de long. Avec ses 48 000 tonneaux de jauge brute, il les surpasse largement en volume, ce qui ne fait pourtant pas de lui le plus gros navire de son époque : à sa mise en service, le Vaterland allemand dépasse nettement ce tonnage. Le navire est propulsé par un système mixte déjà testé sur les deux premiers navires : deux machines à vapeur à triple expansion alimentent les deux hélices latérales à trois pales, tandis qu'une turbine récupère le surplus de vapeur pour faire fonctionner l'hélice centrale à quatre pales. Pour compenser l'augmentation de la taille du navire et éviter une perte de vitesse, sa puissance est augmentée pour lui permettre d'atteindre une vitesse moyenne de 21 nœuds. Ses machines alternatives sont les plus grosses jamais construites, à une époque où ce type de propulsion tend à être totalement supplanté par les turbines.
Le Britannic reçoit de nombreuses améliorations visant à combler les faiblesses mises en évidence lors du naufrage du Titanic. Le double fond du navire est épaissi, et se prolonge sur les flancs de la coque jusqu'au pont F, le long de la partie centrale du paquebot. Ainsi, l'eau ne peut en théorie pas pénétrer dans les salles des chaudières en cas de collision. Les compartiments étanches du bâtiment sont également améliorés. Comme ses jumeaux, le Britannic en possède seize. Cependant, les cloisons de certains compartiments sont rehaussées. Cinq d'entre elles atteignent le pont B (c'est-à-dire trois ponts plus haut que les cloisons centrales du Titanic) : la cloison avant, dite « d'abordage », la cloison séparant les cales et la première salle des chaudières, celle séparant les chaufferies 4 et 5, la cloison séparant la salle des chaudières arrière et la salle des machines et celle au centre de la salle des turbines. Les autres montent jusqu'au pont E, plusieurs mètres au-dessus de la ligne de flottaison. Ainsi, en cas de collision, le navire peut rester à flot avec ses six compartiments avant inondés (contre quatre sur le Titanic) ou sept à l'arrière. Sa double coque le protège théoriquement des inondations en son centre, mais le navire peut se maintenir à flot si ces compartiments sont inondés. Il est donc protégé contre tous les dangers que peut rencontrer un paquebot en service commercial.
Les bossoirs des canots de sauvetage sont également très différents de ceux des deux autres navires. En effet, les canots ne reposent plus sur le pont des embarcations mais sont suspendus à l'aide d'impressionnants bossoirs, qui détériorent plus ou moins l'esthétique du navire. Ceux-ci, capables de supporter jusqu'à six canots chacun, doivent être au nombre de huit : deux à l'avant du pont supérieur, deux groupes de deux à l'arrière de ce même pont, et deux autres sur le pont de poupe. Cependant, faute de temps, seuls les quatre bossoirs de l'arrière du pont supérieur, et le bossoir tribord de l'avant de ce pont sont installés. Des bossoirs de type Wellin sont provisoirement ajoutés sur le pont supérieur (sur la partie centrale de celui-ci), et sur le pont de poupe. Une attention particulière est prêtée aux canots : ce sont les plus gros dont ait été pourvu un navire à l'époque. Deux canots à moteur sont également placés à bord pour les cas d'urgence. Tout est donc fait pour effacer des mémoires le manque de canots à bord du Titanic.
La passerelle de navigation est également modifiée par rapport à celle du Titanic : sur son toit vient s'ajouter une plate forme accueillant le compas de route. Un autre défaut du Titanic est réparé sur le Britannic : l'absence de liaison entre la passerelle et la salle de radio avait empêché les opérateurs de transmettre aux officiers certains avis indiquant la présence d'icebergs. Sur le nouveau paquebot, un tube pneumatique relie les deux installations, évitant ainsi aux opérateurs de devoir se déplacer. Durant la carrière de navire hôpital du Britannic, la passerelle porte une grande plaque de couleur comportant l'identifiant du navire : G.608, puis en fin de carrière, G.618.

### LeBritannicenvisagé comme paquebot

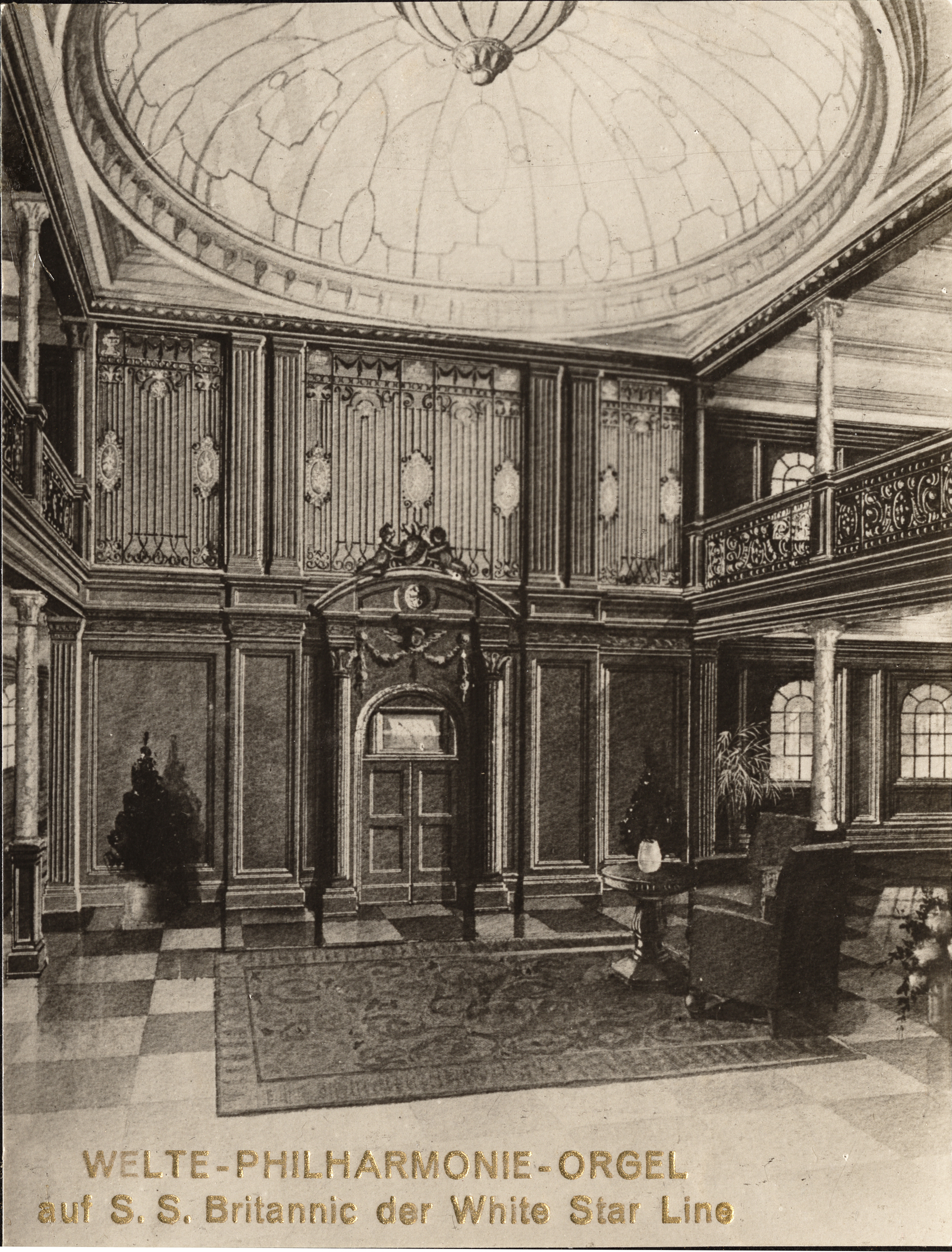
Dessin de l'orgue destiné à occuper le Grand Escalier du Britannic

Les plans du navire montrent que le Britannic devait être plus luxueux que ses sister-ships, ceci dans le but de concurrencer les récents Imperator, Vaterland et Aquitania. Assez de cabines sont prévues pour accueillir 2 579 passagers répartis en trois classes par niveau de confort. La White Star Line anticipant un changement de clientèle probable, la place de la troisième classe (destinée aux immigrants), est réduite par rapport aux deux navires précédents, tandis que celle de la deuxième classe augmente nettement. De plus, l'équipage prévu pour le navire passe de 860/880 personnes sur l’Olympic et le Titanic à 950 sur le Britannic.
La première classe voit ses installations particulièrement améliorées. Les enfants, qui étaient jusque-là considérés comme une gêne, commencent à apparaître comme une clientèle à satisfaire, et une salle de jeu qui leur est destinée apparaît sur le pont des embarcations, symétrique au gymnase. Comme sur les deux précédents navires, les installations de première classe sont desservies par le majestueux Grand Escalier, mais celui du Britannic est nettement plus somptueux : en complément de la verrière, des balustrades travaillées et des panneaux décoratifs, de grandes orgues sont commandées pour orner les paliers supérieurs et les ascenseurs gagnent un niveau supplémentaire sur le pont des embarcations. Le pont A du navire est totalement consacré à la première classe, et outre le grand salon et les deux cafés véranda, qui restent inchangés, le navire se retrouve pourvu d'un fumoir profondément modifié : il est en effet moins vaste que celui du Titanic, une partie étant utilisée par un local technique. Pour compenser cette perte, les constructeurs installent en son centre une verrière, qui augmente considérablement la hauteur de la pièce. Le salon de lecture est également modifié et voit sa deuxième partie supprimée pour laisser la place à des cabines. Toute une zone consacrée à la beauté apparaît également sur le pont B, puisqu'au simple salon de barbier du Titanic s'ajoute un salon pour dames et un manucure. L'ajout le plus important est cependant celui de salles de bains individuelles dans presque toutes les cabines de première classe, ce qui aurait été une première sur un paquebot : sur le Titanic et l’Olympic, la plupart des passagers devaient se contenter de salles de bains et toilettes publiques.
Les projets ne mettent pas en reste les autres classes, prévoyant notamment l'ajout d'un gymnase pour les passagers de seconde classe, et la couverture d'un espace de promenade réservé aux passagers de troisième classe. Le fumoir est également remonté d'un pont, et permet ainsi à ses occupants d'avoir une vue sur la mer. Enfin, la disposition des canots non plus le long du pont, mais suspendus à plusieurs ensembles de grands bossoirs a deux avantages : le premier est purement esthétique, puisque le pont des embarcations est dégagé sur toute sa longueur (à l'exception des trois ensembles de bossoirs), mais le second est bien plus notable : comme un ensemble de canots se trouve sur le pont de poupe, les passagers de troisième classe ont un accès direct aux embarcations, ce qui leur avait fait défaut durant le naufrage du Titanic.
Ces installations n'ont jamais été achevées sur le Britannic puisque celui-ci n'a jamais effectué de traversée commerciale, et ses éléments décoratifs ainsi que son mobilier sont entreposés lors de sa conversion en navire-hôpital.

### En tant que navire-hôpital
La disposition intérieure du Britannic en tant qu'hôpital reste assez peu connue, et les photographies sont rares. Le navire dispose d'assez de place pour accueillir 3 309 patients, auxquels s'ajoutent l'équipage, les médecins et infirmières, pour un total potentiel de 4 473 personnes à bord, soit mille de plus qu'en service commercial. Sa capacité d'accueil est telle que plusieurs transbordeurs sont nécessaires aux opérations d'embarquement ou de débarquement des patients. Il n'est cependant pas le navire-hôpital ayant la plus forte capacité, ce titre appartenant à l’Aquitania, d'une capacité de 4 200 patients.
Lors de son service, le navire voit ses aménagements grandement dépouillés : les panneaux et autres éléments décoratifs sont démontés, comme en témoigne une des rares photos du Grand Escalier. Des dortoirs sont aménagés dans la plupart des espaces disponibles. Ainsi, les ponts promenades du pont B sont transformés pour accueillir les officiers blessés. Les salons sont également transformés en mess, et il est également certain que la piscine du navire prévue pour les passagers de première classe est restée fonctionnelle pour l'exercice physique du personnel.

## Postérité

### L'épave duBritannic

#### Les explorations

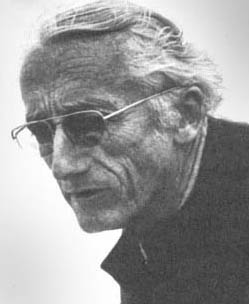
L'épave du Britannic a été découverte par le commandant Jacques-Yves Cousteau en 1975.

L'épave du Britannic est découverte par Jacques-Yves Cousteau en 1975. Le 13 novembre 1975, la Calypso, équipé d'un sonar à balayage latéral, identifie la silhouette d'une importante épave aux coordonnées 37° 42′ 05″ N, 24° 17′ 02″ E
par 120 mètres de fond sans pouvoir déterminer avec certitude qu'il s'agisse du Britannic ,. Mark Chirnside situe sa découverte le 3 décembre 1975, cependant l'expédition a quitté le site depuis une quinzaine de jours à cette date et se trouve alors à Pylos,. 
Après l'obtention d'une autorisation des autorités grecques, le 10 juillet 1976, une plongée à l'air, destinée à identifier l'épave est organisée, à laquelle participent quatre plongeurs de la Calypso : Albert Falco, Raymond Coll, Ivan Giacoletto et Robert Pollio. Par la suite, une expédition de plongées aux mélanges se déroulera du 21 septembre au 18 octobre 1976 au départ de la Calypso. Cousteau pénètre pour la première fois avec des plongeurs à l'intérieur de l'épave. Les champs de débris sont explorés avec la soucoupe plongeante SP-350, l'équipe étant accompagnée de Sheila Macbeth Mitchell, survivante britannique du naufrage. Certains éléments de l'épave sont repêchés, et un documentaire est produit pour la série télévisée L'Odyssée sous-marine de l'équipe Cousteau.
En 1995, Kostas Thoctarides y effectue vingt minutes de plongée en solo. La même année, Robert Ballard (qui a découvert dix ans plus tôt l'épave du Titanic) utilise un ROV et le NR-1, un sous-marin nucléaire de la marine des États-Unis, mais sans pénétrer à l'intérieur de l'épave. Un deuxième documentaire télévisé est réalisé. En 1997, Kevin Gurr cartographie certains débris dans les environs et explore l'épave.
En 1998, Nick Hope pénètre dans l'épave et réalise d'autres documentaires télévisés. Jarrod Jablonski effectue, en 1999, environ 96 plongées et pénètre également dans l'épave. En 2001, Kostas Thoctarides filme l'épave à partir du submersible grec Thétis lors d'un test de plongée dans le canal de Kéa. Le film a ensuite été présenté dans une émission de télévision produite par le journaliste grec Giorgos Avgeropoulos qui était à bord du submersible.
En 2003, Carl Spencer pénètre pour la première fois dans la chaufferie no 6 par la porte étanche laissée ouverte, et découvre des explosifs immergés (mines) près de l'épave. Deux documentaires télévisés sont produits à cette occasion. En 2006, la chaufferie no 6 est étudiée plus en profondeur, et un examen plus approfondi de la coque est effectué. Un nouveau documentaire télévisé est réalisé pour la chaîne Histoire, animé par John Chatterton et Richie Kohler. En 2008 s'est tenue une expédition internationale du 12 au 25 octobre. Malgré des difficultés diverses, notamment d'ordre météorologique, les onze plongeurs effectuent sept descentes sur l'épave, la plus longue nécessitant près de quatre heures de décompression, et faisant appel à un trimix à faible taux en oxygène pour éviter l'hyperoxie (TX 7/65). Cette expédition révèle que le métal de la coque à l'endroit de l'explosion est plié de l'intérieur vers l'extérieur, ce qui réfute la thèse d'une explosion produite par une torpille ou par une mine. De plus les membres de l'expédition ont constaté que toutes les portes et fenêtres du bâtiment étaient ouvertes, ce qui explique mieux pourquoi il sombra en 55 minutes, soit plus de trois fois plus rapidement que le Titanic, pourtant moins bien conçu que le Britannic.
Le 24 mai 2009, Carl Spencer meurt à la suite d'un accident de décompression au cours d'une plongée sur l'épave dans le cadre de la réalisation d'un autre documentaire, cette fois pour National Geographic. Il avait déjà participé à trois expéditions sur le site,. Le 3 octobre 2016, une expédition française dirigée par Sébastien Royer réalise une plongée de commémoration 40 ans après la première plongée de 1976 par l'équipe du Commandant Cousteau.

#### État de l'épave

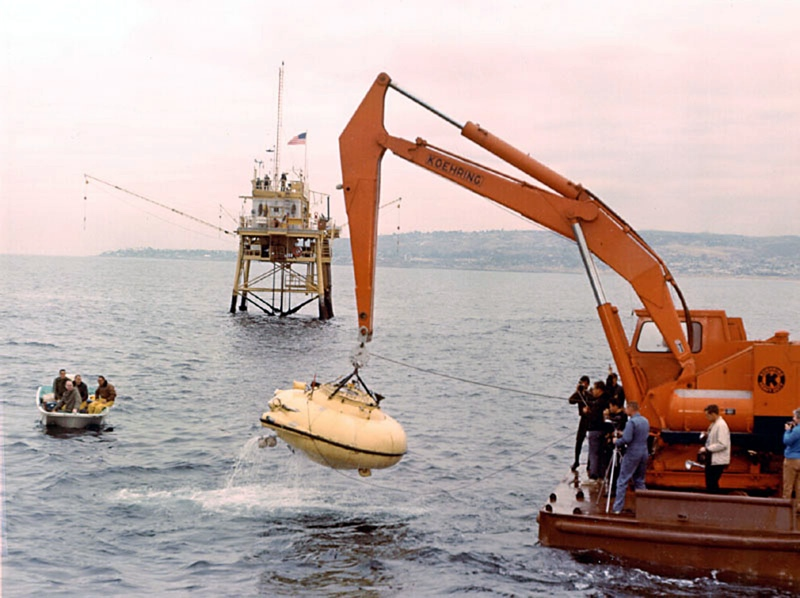
Les premières explorations de l'épave sont menées à l'aide de la soucoupe plongeante du commandant Cousteau.

L'épave du Britannic est la plus grande épave de paquebot au monde. Elle repose sur son flanc tribord, aussi, il est impossible de mesurer l'ampleur des dégâts directement causés par l'explosion. Cependant, une grosse brèche découpe le paquebot sur toute sa hauteur, légèrement en avant de la passerelle de navigation. Son ampleur est trop importante pour être due à une quelconque explosion, que ce soit à cause d'une mine ou d'une torpille. Elle est plus probablement due à la pression exercée par la masse du navire à ce point précis au moment où le navire coulait, qui a brisé la coque fragilisée en cet endroit puisque la proue était fichée dans le fond marin.
Des débris de verre ont été retrouvés au-dessus de la cage du Grand Escalier, et les cheminées ont été arrachées à leur embase. De nombreux morceaux de charbon reposent aux alentours de l'épave. Cousteau a repêché certains objets, notamment un sextant retrouvé près de la salle des cartes.
En 1977, l'épave est vendue à un acheteur britannique pour 2 500 livres. En 1996, elle est rachetée par l'historien Simon Mills pour 15 000 livres, celui-ci ayant pour projet de la préserver sur place. Au début des années 2000, Robert Ballard émet l'idée de faire du Britannic le premier musée sous-marin au monde en l'équipant de caméras, permettant ainsi au visiteur de voir l'intérieur du navire depuis la surface. Le projet ne s'est pas concrétisé à ce jour.

### Héritage

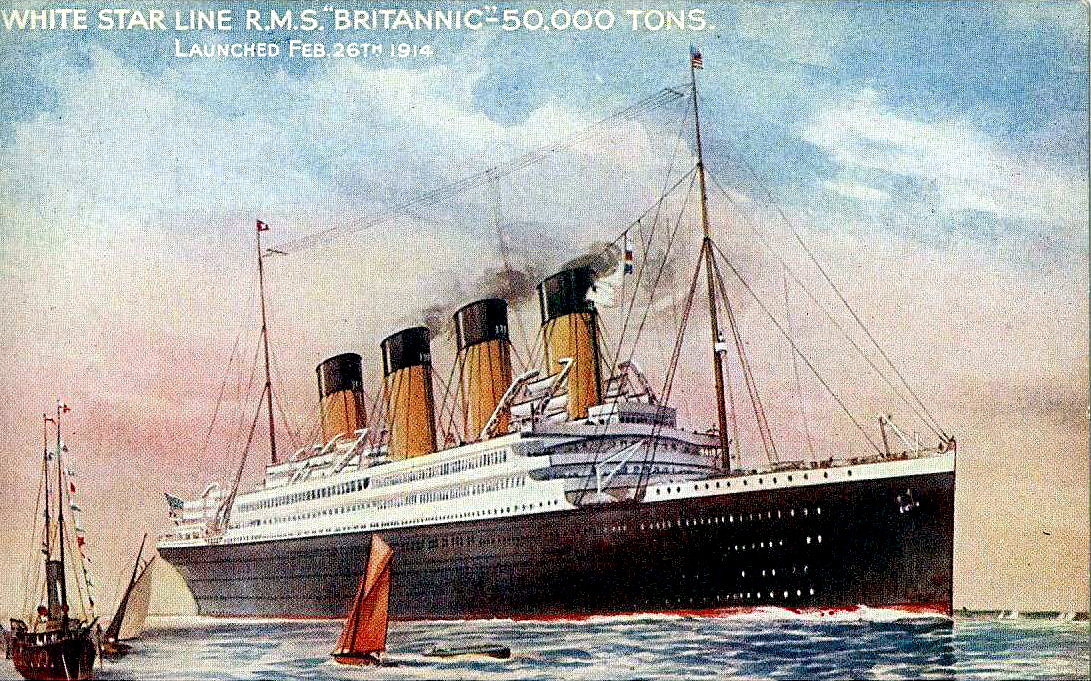
Carte postale commémorant le lancement du Britannic.

Ayant sombré en temps de guerre, n'ayant jamais connu de carrière commerciale, et n'ayant fait que peu de victimes, le Britannic n'a jamais connu l'engouement suscité par le Titanic. Longtemps ignoré du public, le Britannic a finalement gagné en célébrité avec la découverte de son épave. De plus, son nom est réutilisé par la White Star Line, lorsqu'elle met en service le Britannic de 1930. Ce navire est le dernier à arborer le pavillon de la compagnie lors de son retrait du service en 1960.
La perte de deux des trois navires de classe Olympic avant la fin de leur première traversée commerciale est par ailleurs un évident coup dur pour la compagnie qui perd ses investissements. Le traité de Versailles règle cependant une partie du problème puisque l'Allemagne vaincue doit céder deux de ses navires à la White Star. Le Bismarck, renommé Majestic, plus gros navire au monde, remplace le Britannic perdu dans le conflit, tandis que le nettement plus petit Homeric (ex-Columbus) compense d'autres navires perdus dans le conflit, dont notamment le Laurentic. Avec ces deux navires et l’Olympic brillamment sorti indemne du conflit, la compagnie peut instaurer un service transatlantique qui n'arrive pas, cependant, à la hauteur de ce qu'espérait J. Bruce Ismay lorsqu'il avait commandé les trois navires.
Le nom a également inspiré Richard Lester pour son film Terreur sur le Britannic avec Richard Harris et Omar Sharif. Dans ce film de 1974, le Britannic est un paquebot de croisière piégé par un terroriste surnommé « Juggernaut ». Enfin, l'histoire du Britannic a inspiré un téléfilm à Brian Trenchard-Smith, Britannic, sorti en 2000. Le téléfilm présente cependant de nombreuses erreurs historiques. Ainsi, le navire y est coulé, non pas par une mine ou une torpille mais par un espion allemand embarqué à bord pour y détruire une cargaison d'armes,.